# Julien-Ghislain Depestre
Julien-Ghislain Depestre, né le 22 janvier 1725 à Ath et décédé le 21 janvier 1774, est un manufacturier et fournisseur aux armées actif dans les Pays-Bas autrichiens au XVIIIe siècle.

## Biographie

### Origines familiales
Les grands-parents de Julien Depestre étaient Eloi Depestre, natif de la moyenne bourgeoisie marchande d'Ath intéressée dans le commerce de tissus, et de Jacqueline Lenoir. 
Le père de Julien, nommé Jean-Baptiste Depestre, né à Ath le 25 juillet 1678, constitua le début de sa fortune par des livraisons aux troupes de Hanovre durant la Guerre de Succession d'Espagne qui se termina en 1713. Il se lança ensuite dans le commerce en gros de tissus, et en 1723, il prit une participation importante dans la Compagnie d'Ostende. Durant la Guerre de Succession d'Autriche, il fournit, associé à un financier, des vivres aux troupes hollandaises. Anobli par Marie-Thérèse le 15 juillet 1744, il porta comme blason de gueules à la clef d'or renversée en pal, le panneton à dextre, accostée de deux étoiles à six rais d'argent. Il s'établit à Bruxelles, dans une vaste demeure nommée l'Hôtel de Jauche, à l'angle supérieur de la rue de Namur et de la rue des Petits-Carmes, et acquis la bourgeoisie de la ville en 1746. Il avait à Bruxelles un magasin très considérable de marchandises des Indes, avec des succursales dans plusieurs villes du pays. Il excellait également dans des spéculations monétaires. Il est mort à Bruxelles le 2 juin 1751 (Saint-Jacques-sur-Coudenbergh), laissant un énorme héritage de 1 500 000 florins. Il avait épousé à Ath le 1er septembre 1703 Agnès Courbez, née à Ath en 1679, et qui y mourut en 1727, dont sont nés ses douze enfants dont six survécurent, notamment Jeanne-Agnès, née en 1712, qui s'allia à un membre de la famille Walckiers.

### Parcours professionnel et privé
Baptisé à Ath (Saint-Julien) le 22 janvier 1725, il est le dernier des douze enfants de ses parents. Il fut rapidement associé aux affaires de son père. Il fait la connaissance de sa future épouse lors de tractations monétaires avec la banque anversoise Cogels. Il épouse à Anvers (Saint-Jacques) le 17 août 1751 Isabelle-Claire Cogels, née à Anvers, baptisée à Saint-Jacques le 21 juin 1727, fille de Jean-Baptiste Cogels, banquier et homme d'affaires d'Anvers, et d'Isabelle-Jacqueline Simons. Ce mariage assura à Julien Depestre un considérable apport financier puisque la dot de la jeune épouse et les héritages qui lui échurent se montaient à 320 000 florins.
Julien Depestre se lança d'abord dans le commerce des Indes par le biais de participations dans les Compagnies des Indes de Suède, de Danemark et d'Angleterre. Il avait également armé avec ses frères un navire qui fit plusieurs voyages de Dunkerque à Saint-Domingue. Avec les Cogels, il fonda également une compagnie d'assurance maritime. Il joua également un rôle notable dans l'industrie du papier, en contrôlant les manufactures de Diegem et de La Hulpe, qui produisaient du papier à écrire et à imprimer, et l'entreprise devint l'une des premières du pays. Julien Depestre continuait simultanément des opérations financières, notamment avec la banque Nettine.     
En 1758, Julien Depestre et son épouse achètent la seigneurie de Seneffe, et ils augmentent ensuite ce domaine par de multiples acquisitions.
En 1761, au cours de la Guerre de Sept Ans, il signa à Versailles, avec le duc de Choiseul, un important contrat par lequel il s'engage à fournir et entretenir à l'armée du maréchal de Soubise six mille chevaux attelés à quatorze cent quatre-vingt voitures, avec organisation hiérarchique. La France paya le prix fort, pour un total de trois millions de livres. L'immense fortune de Julien Depestre découle principalement du rôle primordial qu'il joua dans ces livraisons. 
C'est alors qu'il fit de nombreuses dépenses d'agrément. Entre 1763 et 1768, il fait construire le château de Seneffe, par l'architecte Laurent-Benoît Dewez. Il achète également de nombreux tableaux, notamment un tableau de Rembrandt.
Curieusement, il acquiert aussi en 1765, à Paris, un office de conseiller secrétaire du roi, maison, couronne de France et de ses finances. A Paris, il mène d'importantes opérations financières et par ailleurs, il acquiert en France de nombreuses seigneuries et autres biens fonciers. Il s'intéresse aussi au défrichage et à la mise en valeur de son domaine de Turnhout qu'il acquiert le 7 mars 1768.     
Il obtient par lettres patentes du 28 mars 1768 de Marie-Thérèse l'érection de sa seigneurie de Seneffe en comté lorsqu'il fut créé comte de Turnhout et de Seneffe.  
Atteint d'une maladie du foie, il mourut à Bruxelles 21 janvier 1774, après trente jours de maladie, n'atteignant pas ses 49 ans. Il fut inhumé à Saint-Jacques-sur-Coudenbergh. Sa veuve, Claire-Isabelle Cogels, épousa en secondes noces Albert-Louis-Aymard Le Fournier, comte de Wargemont, qui était brigadier des armées du roi de France, commandant pour le roi dans les pays de Bray et de Caux, dans la Haute Normandie. Elle mourut à Paris 23 juin 1788.

### Descendance
Le comte de Seneffe et de Turnhout avait eu pour enfants de Claire Isabelle Cogels : 
* Isabelle-Jacqueline-Joséphine, baptisée à Bruxelles (Saint-Jacques) le 18 octobre 1752, morte à Paris 28 avril 1824, mariée à Bruxelles (Saint-Jacques-sur-Coudenbergh) le 6 février 1771, à Joseph-Pierre-François-Xavier Foullon de Doué, intendant de la généralité du Bourbonnais, fils de Joseph François Foullon, qui fut ministre du roi Louis XVI ainsi que l'une des premières victimes de la Révolution française.
* Marie-Thérèse-Amélie-Joséphine-Apolline, née 28 décembre 1755 à Bruxelles (Saint-Jacques), morte à l'abbaye de Saint-Martin à Cologne 20 juillet 1794, qui épousa à Bruxelles (Saint-Jacques) le 4 mars 1783 Charles-Philippe-Joseph-Agathon, comte de Vinchant de Gontraul, né à Mons (Saint-Germain) le 5 juillet 1755, général-major au service impérial, mort à Vienne 15 juillet 1798, fils de Charles-François-Jean-Augustin, et d'Anne-Constance-Adrienne de Dam.
* Joseph-François-Xavier de Pestre, comte de Seneffe et de Turnhout, né en 1757, mort sans alliance à Paris 6 mai 1823,
* Jean-Baptiste-Paul-Julien, comte de Pestre de la Ferté, baptisé à Bruxelles (Saint-Jacques) le 27 mars 1760, qui épousa Marie-Thérèse-Joséphe Petit de Goberwez, née à Mons (Saint-Germain) le 22 avril 1768, et morte à Bruxelles 8 octobre 1845, enterrée à Laeken, fille de Pierre-Bruno Petit, seigneur de Goberwez, et de Marie-Constance-Joséphine-Ludgarde de Kessel de Blamont,
* Jeanne-Agnès-Gabrielle, baptisée à Bruxelles (Saint-Jacques-sur-Coudenberg) le 22 janvier 1763, qui épousa en 1780 Antoine Omer Talon.
* Hyacinthe-Julien-Joseph, comte de Pestre de Bertinchamps, né à Bruxelles (Saint-Jacques) le 6 juillet 1765, qui épousa le 5 mai 1789 Victoire-Jeanne-Marie de Crumpipen, née 24 novembre 1768, et morte à Vienne en 1799, fille de Joseph-Ambroise-Henri-Jean-Nepomucene, baron de Crumpipen, chancelier de Brabant, et de Marie-Catherine-Josèphe Helman. Il divorça en 1794, et il vivait avec une certaine Aimée-Geneviève-Louise Le Blanc, née en l'Île Bourbon le 18 mai 1758, et qui était amie de la future impératrice Joséphine. Il l'épousa finalement à Paris le 17 juin 1801. Il mourut à Kaiserslautern le 16 décembre 1813.
* Marie-Joséphine, née à Bruxelles (Saint-Jacques) le 7 septembre 17770, et morte à Bruxelles, sans alliance, le 17 mars 1843, à l'âge de 72 ans. Elle était alors domiciliée au n° 1 de la rue de Namur.